# Zigera orbifera
Zigera orbifera là một loài bướm đêm trong họ Noctuidae.